# Hartford Whalers
Hartford Whalers fue un equipo profesional de hockey sobre hielo situado en Hartford, Connecticut (Estados Unidos), que existió desde 1972 hasta 1997. 
El equipo fue una de las 12 primeras franquicias de la World Hockey Association (WHA), liga de hockey profesional que nació como competencia directa de la National Hockey League (NHL). Bajo el nombre New England Whalers, el club se proclamó campeón de la temporada de la nueva liga (1972/73) y fue uno de sus máximos dominadores. Cuando la WHA fue absorbida, la franquicia cambió su nombre por Hartford Whalers.
Los Whalers continuaron en Hartford hasta 1997, cuando el propietario del club lo trasladó a Raleigh (Carolina del Norte) para formar una nueva entidad llamada Carolina Hurricanes.

## Historia

### New England Whalers (1972 a 1979)
El equipo nació en noviembre de 1971, cuando la World Hockey Association otorgó una de sus 12 primeras franquicias a un consorcio de Nueva Inglaterra liderado por el empresario cinematográfico Howard Baldwin. El club se llamó New England Whalers (traducible como Balleneros de Nueva Inglaterra) por los asentamientos de ballenas existentes en la zona, y en un principio estaba asentado en Boston, Massachusetts. Para competir con Boston Bruins, el otro equipo de la ciudad que jugaba en la NHL, los Whalers contrataron a jugadores con experiencia. Desde un principio, la franquicia destacó por tener más jugadores estadounidenses que sus rivales, donde los canadienses eran mayoría.
New England Whalers firmó un buen debut en la WHA al hacerse con el Avco World Trohpy -equivalente a la Stanley Cup- de la temporada 1972/73, tras vencer en la final a Winnipeg Jets. En las dos siguientes temporadas el equipo terminó primero en la División Este de la fase regular, aunque no volvió a obtener el campeonato de liga. En sus primeras temporadas el club no tuvo un estadio propio al jugar hasta en tres recintos distintos de Boston para que sus partidos no coincidieran con los de Boston Bruins, por lo que los propietarios del club trasladaron el equipo a Hartford, Connecticut. Su debut en el Hartford Civic Center se produjo el 11 de enero de 1975.
En las siguientes temporadas, Hartford continuó clasificándose para los playoff y, aunque no volvió a ganar el Avco World Trophy, se confirmó como una de las franquicias más fuertes de la WHA. En 1977/78 disputó de nuevo una final de la WHA, aunque en esta ocasión perdió frente a Winnipeg Jets en cuatro partidos. Cuando la WHA fue absorbida por la NHL, se decidió que Whalers fuera una de las cuatro franquicias -junto con Edmonton Oilers, Quebec Nordiques y Winnipeg Jets- que formarían parte de la NHL a partir de la temporada 1979/80. A instancias de Boston Bruins, el equipo debía eliminar las referencias a Nueva Inglaterra para ser admitido, por lo que cambió su nombre por el de Hartford Whalers.

### Década de 1980

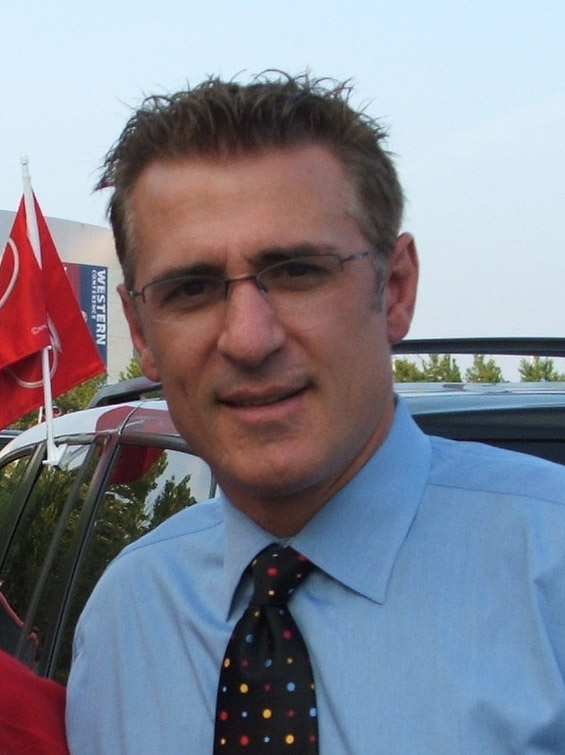
Ron Francis fue capitán de Hartford desde 1985 hasta 1990.

Aunque algunos jugadores que formaban parte de New England Whalers se marcharon de la plantilla en su primera temporada porque otros equipos de la NHL tenían sus derechos en ese campeonato, el equipo no se vio tan afectado como otras franquicias como Winnipeg Jets o Quebec Nordiques por el cambio de torneo. Con una base similar al equipo de la WHA, Hartford se clasificó para los playoff en la campaña 1979/80, siendo eliminados por Montreal Canadiens en la primera fase.
A partir de la temporada 1980/81, Hartford acusó la retirada de sus dos estrellas Gordie Howe y Bobby Hull. La franquicia inició una racha negativa, cuyo punto de inflexión fue el récord de derrotas de la campaña 1982/83 (19 victorias, 54 derrotas y 7 empates) que le situó en penúltima posición. Los propietarios contrataron como nuevo director general a Emile Francis, que traspasó a toda la plantilla de 1983 salvo a Ron Francis, a la postre máximo goleador en la historia de los Whalers.
La remodelación de la plantilla dio sus frutos en la temporada 1985/86, cuando Hartford volvió a clasificarse para la fase final de la NHL. En los playoff el club venció a Quebec Nordiques en primera ronda, pero después cayó en la final de División frente a Montreal Canadiens. Una temporada después, el equipo de Connecticut se proclamó campeón de División con un récord positivo de 43-30-7, aunque cayó en primera ronda de playoff frente a Quebec. En ese tiempo, Hartford desarrolló una fuerte rivalidad con Boston Bruins y New York Rangers.
Durante el final de la década de 1980 el equipo estuvo liderado por Sylvain Turgeon, Ray Ferraro y el capitán Ron Francis, quien anotó 264 goles y 557 asistencias en 714 partidos con Hartford hasta su traspaso a Pittsburgh Penguins en 1991. La marcha de Ron Francis afectó al equipo, que se clasificó para playoff por última vez en su historia en 1992/93. 

### Cambio de propietario y traslado a Carolina del Norte

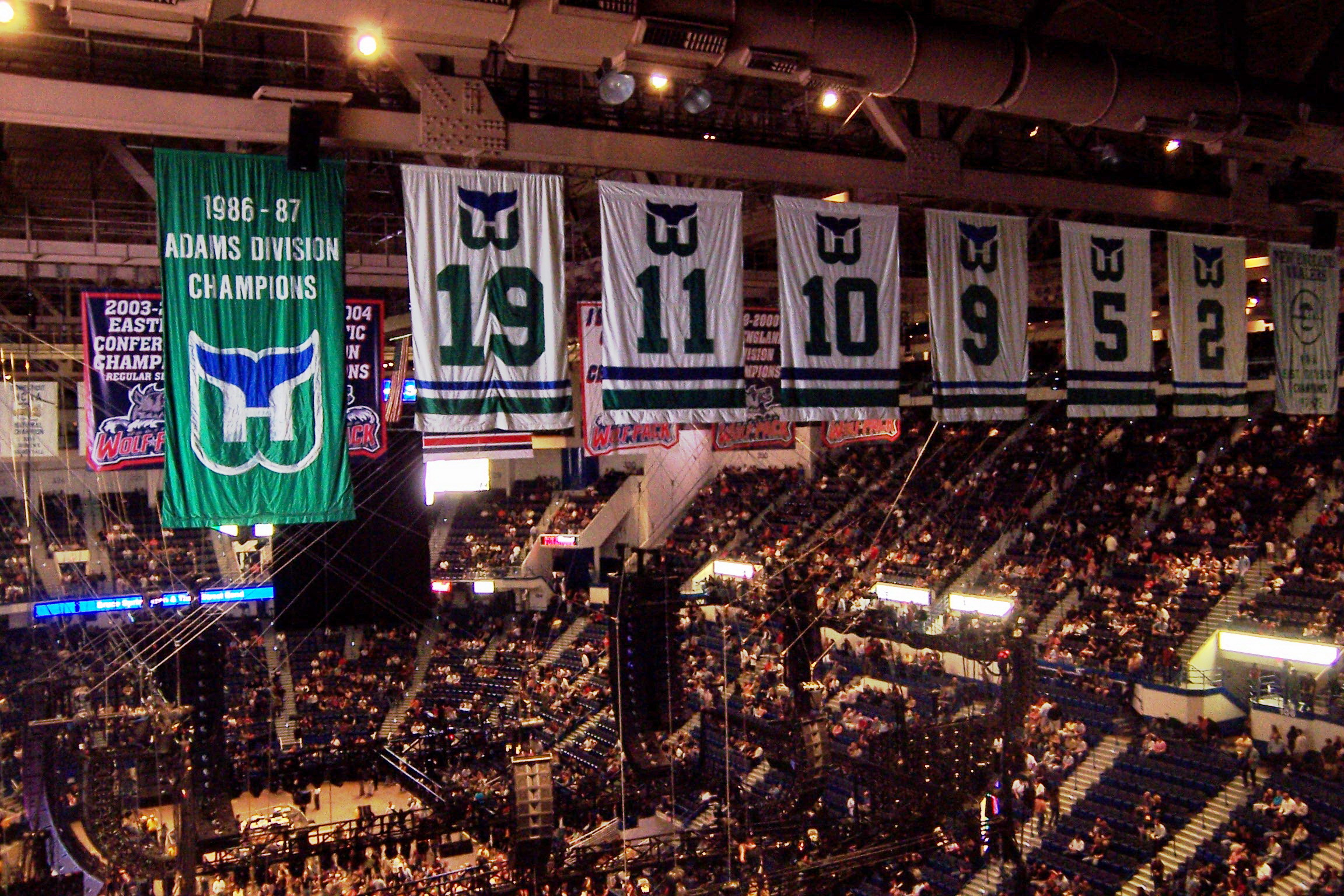
Estandarte de campeón de División y camisetas retiradas de los Whalers en el XL Center de Hartford.

A comienzos de los años 1990 comenzaron a surgir rumores sobre un posible traslado de Hartford Whalers a otra ciudad. La ciudad era el mercado más pequeño de la NHL en Estados Unidos, y la competencia de Boston Bruins y New York Rangers -con más abonados que Hartford- reducía la rentabilidad de la franquicia. Además, el Hartford Civic Centre se había quedado obsoleto y su capacidad era inferior a la del resto de clubes de la liga profesional.
En 1994 Peter Karmanos, el fundador de la empresa Compuware, compró el equipo y se comprometió a mantenerlo en Hartford durante cuatro años. Sin embargo, el traslado de dos franquicias de la WHA -Quebec Nordiques (1995) y Winnipeg Jets (1996)- a otras ciudades aceleró el proceso de mudanza de los Whalers. En 1996 Karmanos lanzó un ultimátum: si no se vendían 11.000 abonos de temporada para la campaña 1996/97, el equipo dejaría de jugar en Hartford. Pese a que se eliminaron los bonos de temporada económicos y sólo se podía comprar la temporada completa, el equipo consiguió su objetivo y Hartford Whalers se mantuvo en Connecticut una temporada más.
A finales de 1996 Karmanos comenzó a negociar con el gobernador de Connecticut, John Rowland, la construcción de un nuevo estadio por valor de 147 millones de dólares. Sin embargo, las conversaciones fracasaron después de que Rowland se negara a reembolsar dinero a los Whalers durante el tiempo que el recinto estuviera en construcción. En consecuencia, el 26 de marzo de 1997 el propietario de los Whalers anunció la mudanza de su franquicia a partir de la temporada 1997/98. En julio se conoció que la nueva localía del club sería Raleigh (Carolina del Norte), convirtiéndose en Carolina Hurricanes. Cuando los Whalers desaparecieron, surgió otro equipo de la misma ciudad en la American Hockey League: Hartford Wolf Pack, que funciona como equipo afiliado de New York Rangers.

## Escudo y equipación
Durante la época en la que los Whalers estuvieron en la WHA, el color del jersey fue verde en casa y blanco fuera, mientras que para la NHL se cambió al azul marino y plata.
El escudo durante su estancia en la WHA fue un círculo atravesado por un arpón, mientras que en la NHL se optó por un diseño que combinaba la W de Whalers en verde con la cola de una ballena por encima en azul, mientras que el área en blanco que quedaba en el interior del escudo formaba la H de Hartford.
Además, el equipo contaba con una canción propia llamada "Brass Bonanza" que fue originalmente compuesta por Jack Say.

## Estadio
El recinto donde Hartford Whalers disputó sus partidos como local fue Hartford Civic Center, estadio multiusos con capacidad para 15.600 espectadores en su pista de hockey. Por razones de patrocinio, el arena se llama ahora XL Center.
Los Whalers se establecieron en Hartford en 1975, y anteriormente jugaban como locales en Boston. Aunque al principio se pensó en el Boston Garden, ese también era el recinto de Boston Bruins, quien tenía preferencia a la hora de ocuparlo. Por ello, la franquicia también jugó en otros recintos como el Boston Arena o The Big E Coliseum, a las afueras de la ciudad y de menor tamaño. Cuando se anunció el traslado a Hartford, disputó partidos en el Springfield Civic Center de Springfield (Massachusetts) de forma provisional.

## Jugadores

### Capitanes
- Ted Green, 1972–75
- Rick Ley, 1975–80
- Mike Rogers, 1980–81
- Dave Keon, 1981–82
- Russ Anderson, 1982–83
- Mark Johnson, 1983–85

- Ron Francis, 1985–90
- Sin capitán, 1990–91
- Randy Ladouceur, 1991–92
- Pat Verbeek, 1992–95
- Brendan Shanahan, 1995–96
- Kevin Dineen, 1996–97

### Miembros del Salón de la Fama del Hockey
- Gordie Howe (1972). Se retiró en Hartford Whalers, donde jugó tres temporadas desde 1977 hasta 1980.
- Emile Francis (1982). Director general de Hartford Whalers desde 1983 hasta 1989, ingresó por su carrera como entrenador.
- Dave Keon (1986). Atacante central, permaneció seis temporadas en New England/Hartford hasta 1982.
- Ron Francis (2007). Comenzó su carrera en Hartford en 1981, y se marchó del club diez temporadas después. Después jugó con Carolina Hurricanes desde 1998 hasta 2003.[1]

### Números retirados
- 2 Rick Ley. Defensa presente en todas las temporadas de Hartford en la WHA.
- 9 Gordie Howe.
- 19 John McKenzie. Atacante que jugó sus tres últimas temporadas en Hartford.

Los números retirados permanecen en el XL Center de Hartford. Carolina Hurricanes tiene todos los números en circulación, y uno de los primeros que retiraron fue el dorsal 10 de Ron Francis, miembro destacado en ambos clubes.

## Palmarés

### Equipo
- Avco World Trophy (WHA): 1 (1972/73)
- Campeonato de División (WHA): 3 (1972/73, 1973/74, 1974/75)
- Campeonato de División (NHL): 1 (1986/87)